# Fin de réveillon
Pour plus de détails, voir Fiche technique et Distribution.
Fin de réveillon est un film muet de Georges Méliès sorti en 1908.

## Fiche technique
- Réalisation, scénario et producteur : Georges Méliès
- Société de production : Star Film
- Pays d'origine : France
- Format : Muet - Noir et blanc - 1,33:1 - 35 mm
- Métrage : 120 m
- Genre :  Comédie
- Année de sortie : 1908